# Тенлік
Тенлі́к (каз. Теңлік) — село у складі Єскельдинського району Жетисуської області Казахстану. Входить до складу Кокжазицького сільського округу.
Населення — 204 особи (2021; 186 у 2009, 226 у 1999, 326 у 1989).